# Santa Ratniece
Santa Ratniece (geboren 22. März 1977 in Jelgava, Lettland) ist eine lettische Komponistin für Chor-, Orchester- und Filmmusik.

## Beruflicher Werdegang
Santa Ratniece studierte zunächst Klavier an der Valmiera School of Music in Valmiera. 1996 schloss sie ihr Ausbildung an der Emīls-Dārziņš-Musikschule in Riga ab, in der sie sich bei dem Komponisten Imants Zemzaris auf Musiktheorie und Komposition spezialisiert hatte. 2000 beendete sie ihr Studium mit dem Schwerpunkt Musikologie an der Lettischen Musikakademie Jāzeps Vītols, 2002 ihre Studien mit dem Schwerpunkt Komposition bei Romualds Kalsons. 2002 ging sie im Rahmen des Erasmus-Programms nach Enschede, Niederlande, wo sie ihre Kenntnisse beim englischen Komponisten David Rowland vertiefte. Im selben Jahr begann sie an der estnischen Akademie für Musik und Theater in Tallinn ein Masterstudium bei der estnischen Komponistin Helena Tulve, das sie 2007 abschloss. Der Titel ihrer Masterarbeit lautete Claude Vivier’s Shiraz for Piano: Time and Pitch Structure.
Seitdem werden die zahlreichen Werke der Komponistin weltweit vielfach aufgeführt, unter anderem vom Latvian Radio Choir, der Deutsch-Skandinavischen Jugend-Philharmonie, dem Arditti Quartet, dem deutschen Ensemble Reflexion K, dem Nederlands Kamerkoor, Quatuor Molinari (Kanada) und den Sydney Symphony Fellows (Australien).
Santa Ratniece war weltweit bei Festivals zu Gast, unter anderem 2006 bei Klangspuren (Österreich), 2007 bei den Tenso Days Paris, 2010 beim Usedomer Musikfestival und 2010 bei den ISCM World New Music Days in Sydney. 2010 wurde sie zur Biennale nach Venedig eingeladen.
Die Komponistin hat sich auf Werke für Kammerchor spezialisiert, hat aber ebenso Werke für Orchester geschaffen. Sie komponierte auch die Musik zum Spielfilm Természetes fény von Dénes Nagy, der 2021 in den Wettbewerb der Berlinale eingeladen wurde.

## Werke (Auswahl)

### Chormusik
- 2006: Saline
- 2008: horo horo hata hata (für 12 Stimmen)
- 2009: Chu Dal
- 2011: Fuoco Celeste (für Cello solo und Chor)
- 2015: Nada el layli[3]

### Orchestermusik
- 2004: Sens Nacre (für Kammerorchester)
- 2007: Hirondelles du Coeur (für Chor und Orchester)
- 2018: Aureola (für Symphonieorchester)
- 2019: Pļavas
- 2019: Leider liegt kaum Schnee (für 2 Sopranstimmen und Streichorchester)[4]

### Filmmusik
- 2011: Hotel Pro Forma Sum Up
- 2021: Természetes fény

## Ämter und Mitgliedschaften
- Seit 2006: Mitglied der lettischen Komponistenvereinigung[1]
- Mitglied der internationalen Gesellschaft für zeitgenössische Musik[5]

## Auszeichnungen
- 2004: Erster Preis für junge Komponisten bei der Tribune internationale des compositeurs für Sens Nacre[6][7]